# Le Gourou et les Femmes
Pour les articles homonymes, voir Gourou (homonymie) et Guru.
Pour plus de détails, voir Fiche technique et Distribution.
Le Gourou et les Femmes (The Guru) est un film franco-américano-britannique écrit par Tracey Jackson et réalisé par Daisy von Scherler Mayer, coproduit par Universal Pictures, Studiocanal et Working Title Films et mettant en vedette Jimi Mistry, qui incarne le rôle-titre, Heather Graham et Marisa Tomei. Il est sorti en salles en août 2002 au Royaume-Uni, puis en janvier 2003 en France et aux États-Unis.

## Synopsis
L’histoire se concentre sur un professeur de danse originaire d’Inde qui vient en Amérique pour faire carrière dans le monde du spectacle, mais qui  trébuche en passant par une brève carrière d’acteur porno, puis comme un gourou du sexe très médiatisé, une carrière basée sur une philosophie qu’il apprend à partir d'une actrice de films pornographiques.

## Fiche technique
- Titre : Le Gourou et les Femmes
- Titre original : The Guru
- Réalisation : Daisy von Scherler Mayer
- Scénario : Tracey Jackson
- Directeur de la photographie : John de Borman
- Casting : Ali Farrell et Laura Rosenthal
- Direction artistique : Mario Ventenilla
- Décors : Stephen Alesch et Robin Standefer
  - Décors de plateau : Donna Hamilton et Malavika Talkuder
- Costumes : Michael Clancy
- Musique : David Carbonara
- Production : Tim Bevan, Eric Fellner et Michael London
  - Coproduction : David Crockett
  - Production exécutive : Liza Chasin (en), Debra Hayward et Shekhar Kapur
  - Production déléguée : Nupu Chaudhuri (pour l'Inde)
- Sociétés de production : Universal Pictures, Studiocanal et Working Title Films
- Sociétés de distribution : Universal Pictures (États-Unis), United International Pictures (Royaume-Uni, France)
- Budget : 11 000 000 $[1]
- Format : couleur – 35mm – 1,85.1 — Son Dolby Digital, SDDS et DTS
- Pays :  Royaume-Uni,  France,  États-Unis
- Langues : anglais, hindi
- Genre : comédie romantique
- Durée : 94 minutes
- Dates de sortie :
  -  Royaume-Uni : 23 août 2002
  -  France : 1er janvier 2003
  -  États-Unis : 31 janvier 2003

## Distribution
- Jimi Mistry (V.F. : Jérôme Berthoud) : Ramu Gupta
- Heather Graham (V.F. : Rafaèle Moutier) : Sharonna
- Marisa Tomei (V.F. : Virginie Méry) : Lexi
- Michael McKean (V.F. : Michel Dodane) : Dwain, le réalisateur de film pour adultes
- Christine Baranski (V.F. : Anne Plumet) : Chantal, la mère de Lexi
- Dash Mihok (V.F. : Jérôme Pauwels) : Rusty, le fiancé de Sharonna
- Emil Marwa : Vijay Rao, le cousin de Ramu
- Ronald Guttman : Edwin, le père de Lexi
- Malachy McCourt : le père Flannigan
- Sanjeev Bhaskar : Chef
- Rizwan Manji : le serveur de la fête
- Ajay Naidu : Sanjay
- Anita Gillette : Mme McGee, la mère de Rusty
- Pat McNamara : M. McGee, le père de Rusty
- Dwight Ewell : Peaches, l'ami de Sharonna
- Alex Khan (V.F. : Nathanel Alimi) : Ramu, jeune
- Carmen Dell'Orefice
- Damian Young : Hank, le caméraman

Source et légende : Version Française (V.F.) sur RS Doublage 

## Réception

### Box-office
Le Gourou et les Femmes a rencontré un succès commercial modéré, totalisant 24 128 852 $ de recettes mondiales , du en partie aux recettes engrangées sur le territoire britannique (10 126 228 $, la meilleure recette du film à l'international). En revanche, le film fut un échec commercial aux États-Unis où, distribué en salles en sortie limitée, il ne totalise que 3 095 506 $ de recettes. En France, distribué dans une combinaison maximale de 231 salles, Le Gourou et les Femmes rencontre également un insuccès auprès du public, puisqu'il totalise 76 146 entrées.

### Accueil critique
Le Gourou et les Femmes a rencontré un accueil critique mitigé dans les pays anglophones, recueillant 57% d'avis favorables sur le site Rotten Tomatoes, basé sur 87 commentaires collectés et une note moyenne de 5.7⁄10  et un score de 47⁄100 sur le site Metacritic, basé sur 30 commentaires collectés. De même pour la France, où il obtient une note moyenne de 2.6⁄5 sur le site AlloCiné, basé sur 10 commentaires collectés .